# Manulea karrooica
Manulea karrooica är en flenörtsväxtart som beskrevs av O.M. Hilliard. Manulea karrooica ingår i släktet Manulea och familjen flenörtsväxter. Inga underarter finns listade i Catalogue of Life.